# María Pascual Ferrández
María Pascual Ferrández (Elx, 7 de juny de 1901 - 4 de març de 1996) fou una pedagoga valenciana.
Era la major de quatre germans, filla de José Pascual Urbán, llicenciat en Filosofia i Lletres, director de l'Institut de Lorca (Múrcia) i màxim defensor del carlisme –aleshores jaumisme–, durant el primer terç del segle XX a Elx. Fou també director propietari de La Defensa (1911-1931), setmanari carlista primer i defensor de la Dictadura de Primo de Rivera, en què en una ocasió almenys col·laborà la seua filla María amb un article titulat «El Misteri en la pintura», on reclamava que s'investigara tot allò relacionat amb la Festa d'Elx. Sa mare, Manuela Fernández Sánchez, va morir als 35 anys, el 1913.
María Pascual fou una de les primeres il·licitanes que va cursar el batxillerat –amb Magdalena Chorro y Juan–, estudis que va finalitzar en octubre de 1924 amb premi extraordinari una vegada superada la revàlida. Va iniciar estudis de Filosofia i Lletres i es llicencià en juny de 1927. Obtingué el doctorat igualment. La premsa il·licitana la va destacar com a la primera universitària de la ciutat. Va col·laborar en almenys tres setmanaris (La Defensa, Elche i La Opinión). A Lorca, en el mateix Institut on son pare exercia la direcció, es va incorporar com a professora auxiliar de la secció de Lletres.
Durant la Segona República, una vegada creat l'Institut de Segona Ensenyança d'Elx, es va incorporar com a catedràtica interina de Llengua Espanyola i Literatura (ordre de 21 de gener de 1932), amb un sou anual de 4.000 pessetes, i en fou, a més, la primera directora. Després de la Guerra Civil, quan es tancà l'Institut d'Elx, va exercir la seua professió a Alacant fins a la jubilació, i esdevingué tota una institució en aquesta ciutat.
Va morir amb 95 anys, el 4 de març de 1996.